# Lili Bech
Lili Bech (ur. 29 grudnia 1885 w Kopenhadze, zm. 20 stycznia 1939 w Aarhus) – duńska aktorka występująca w filmach niemych. Na przestrzeni lat 1911–1917 wystąpiła w około 40 produkcjach. Była żoną reżysera filmowego Victora Sjöströma.

## Wybrana filmografia
- Ogrodnik (Trädgårdsmästaren, 1912)
- Gatans barn (1914)
- Högfjällets dotter (1914)
- Sonad skuld (1915)
- Skrzydła (Vingarne, 1916)
- Skepp som mötas (1916)
- Therèse (1916)